# NGC 3016
NGC 3016 este o infrared source⁠(d) situată în constelația Leul. A fost descoperită în 21 martie 1854 de către William Parsons, 3rd Earl of Rosse⁠(d).